# Parachemmis
Parachemmis es un género de arañas araneomorfas de la familia Corinnidae. Se encuentra en América.

## Lista de especies
Según The World Spider Catalog 12.0:
- Parachemmis fuscus Chickering, 1937
- Parachemmis hassleri (Gertsch, 1942)
- Parachemmis manauara Bonaldo, 2000